# Арми (деревня во Франции)
Арми (фр. Armix) — коммуна во французском департаменте Эн, округа Белле, кантона Вирьё-ле-Гран.

## Географическое положение
Арми лежит на высоте 720 м над уровнем моря, в 21 км юго-восточнее города Амберьё-ан-Бюже, в горах Юры.

## История
Арми впервые упоминается в документах XII века. В средние века он принадлежал графам Савойским, а по Лионскому договору 1601 года отошёл во владение Франции.

## Население
Население коммуны на 2010 год составляло 20 человек.
| 1962 | 1968 | 1975 | 1982 | 1990 | 1999 | 2010 |
| ---- | ---- | ---- | ---- | ---- | ---- | ---- |
| 54   | 48   | 33   | 28   | 14   | 15   | 20   |

## Экономика и промышленность
Население занято преимущественно сельским и лесным хозяйством.